# Багряш
Багряш — село в Исаклинском районе Самарской области в составе сельского поселения Исаклы.

## География
Находится на расстоянии примерно 11 километров на северо-восток от районного центра села Исаклы.

## Население
Постоянное население составляло 320 человек (русские 59%, мордва 31%) в 2002 году, 293 в 2010 году.